# Casbia rosacea
Casbia rosacea là một loài bướm đêm trong họ Geometridae.